# Sumární statistika

Krabicový diagram (boxplot) Michelsonova–Morleyova experimentu ukazující několik sumárních statistik.

Sumární nebo souhrnné statistiky, příp. charakteristiky se používají v popisné statistice pro shrnutí souboru pozorování, aby bylo možné jednoduše prezentovat co největší množství informací. Statistici obvykle popisují pozorování pomocí
- charakteristik polohy nebo centrální tendence, např. aritmetický průměr, medián
- charakteristiky variability, jako je směrodatná odchylka, mezikvartilové rozpětí
- chrakteristiky tvaru rozdělení náhodné veličiny, např. koeficient šikmosti nebo koeficient špičatosti
- pokud se pracuje s více než jednou proměnnou, pak se využívají charakteristiky statistické závislosti, např. Pearsonův korelační koeficient.

Často používanou sadou pořadových statistik používaných jako sumární statistiky jsou pětičíselná charakteristika souboru, někdy rozšířená na sedmičíselnou charakteristiku souboru a příslušné krabicové diagramy (boxplots).
Za sumární statistiku můžeme považovat také položky v tabulce analýzy rozptylu.

## Příklady sumárních statistik

### Míry polohy
Běžnými charakteristikami polohy nebo centrální tendence jsou aritmetický průměr, medián, modus, a mezikvartilový průměr.

### Variabilita
Běžnými charakteristikami variability jsou směrodatná odchylka, rozptyl, variační rozpětí, mezikvartilové rozpětí, absolutní odchylka, střední absolutní rozdíl a vzdálenostní standardní odchylka. Tyto charakteristiky měří absolutní variability. K rrelativním charakteristikám variability, které vztahují variabilitu k úrovni datových hodnot, patří variační koeficient.
Giniho koeficient původně vyvinutý pro měření nerovnosti příjmů je ekvivalentní s jedním z L-momentů.
Pro jednoduché shrnutí datového souboru se používají určité pořadové statistiky jako aproximace vybraných percentilů rozdělení.

### Tvar rozdělení náhodné veličiny
Nejpoužívanějšími charakteristikami tvaru rozdělení náhodné veličiny jsou koeficient šikmosti a koeficient špičatosti; jejich alternativy bývají založeny na L-momentech. Další charakteristikou je vzdálenostní šikmost, jejíž nulová hodnota naznačuje centrální symetrii.

### Závislost
Běžnou charakteristikou závislosti mezi dvěma náhodnými veličinami je Pearsonův korelační koeficient. Jako častá alternativa se používá Spearmanův koeficient pořadové korelace. Nezávislé náhodné veličiny mají nulovou hodnotu korelačního koeficientu. Nicméně nulová hodnota korelačního koeficientu neznamená nezávislost náhodných veličin korelace.

## Lidské vnímání sumárních statistik
Lidé efektivně využívají sumární statistiky pro rychlé porozumění podstatě sluchových a vizuálních informací.